# Микра-Преспа
Микра-Преспа (Малое Преспанское озеро, Малая Преспа,  Μικρή Πρέσπα, алб. Prespa e Vogël) — пресноводное озеро в юго-восточной Европе, на границе Греции и Албании'.
Площадь поверхности — 47 км². Площадь водосборного бассейна — 189 км². Расположено на высоте 853 (845) м над уровнем моря. Длина до 13,6 км, ширина — до 6,5 км.

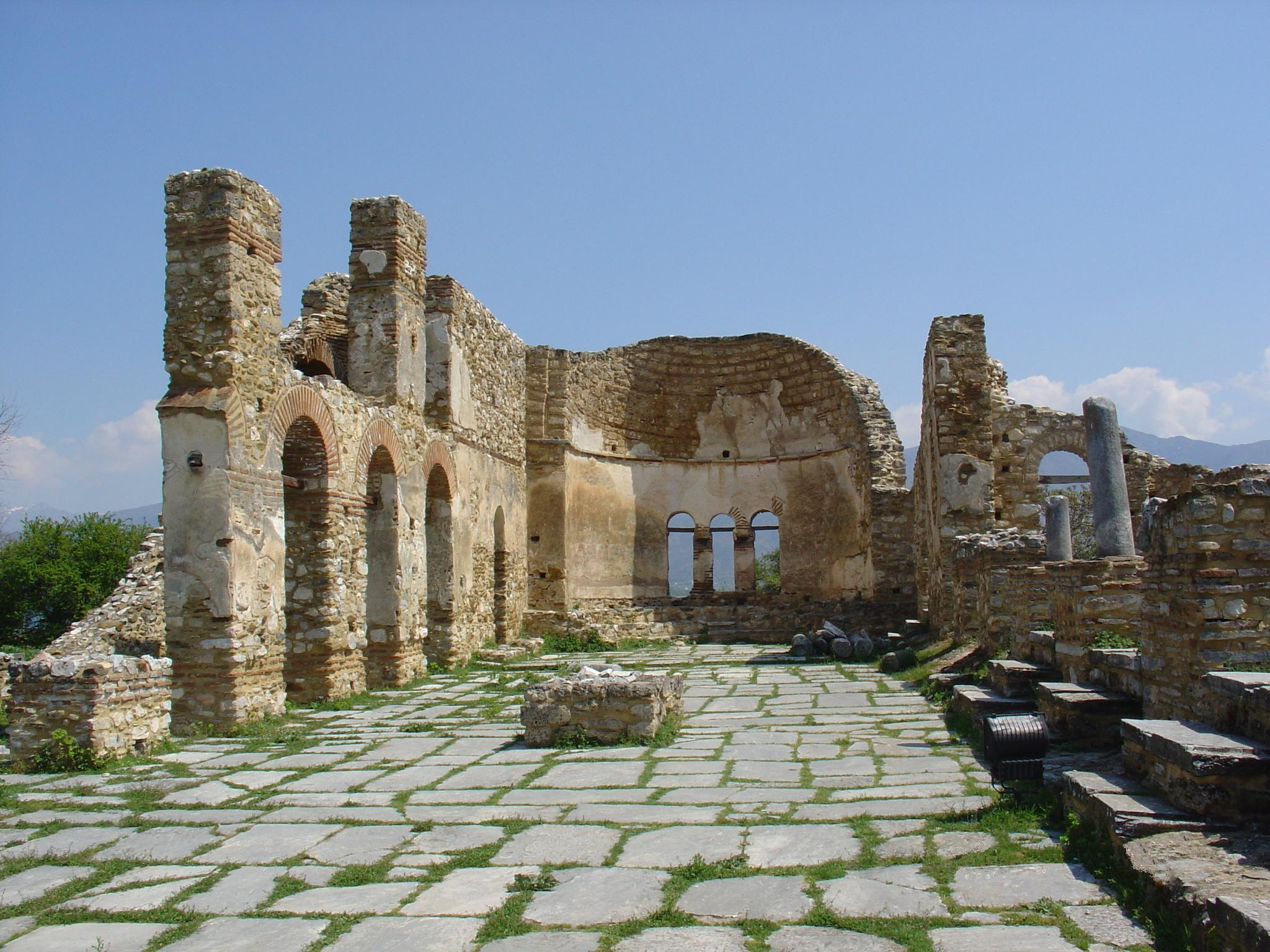
Базилика Святого Ахиллия на острове Айос-Ахилиос на озере Микра-Преспа. X век

Большая часть озера находится в Греции, на территорию Албании заходит лишь его юго-западная оконечность длиной не более километра.
Двухкилометровой протокой соединено с озером Преспа.
На озере находится остров Айос-Ахилиос с одноимённой ему деревней и базиликой Святого Ахиллия (X век).